# Moroni (Comoren)
Moroni (Arabisch: موروني) is sinds 1962 de hoofdstad van de Comoren en is met 41.557 inwoners (2003) de grootste plaats van het land. De stad ligt aan de westkust van het eiland Grande Comore, ook bekend onder de inheemse naam Njazidja. Moroni heeft een vliegveld en een haven met scheepsverbindingen naar het vasteland, andere eilanden in de Comorese archipel en andere Afrikaanse eilanden zoals Madagaskar.